# Randia asperifolia
Randia asperifolia là một loài thực vật có hoa trong họ Thiến thảo. Loài này được (Sandwith) Sandwith miêu tả khoa học đầu tiên năm 1933.